# Ana Paula Bouzas
Ana Paula Bouzas (Salvador, 1971), é uma atriz e bailarina brasileira.

## Vida pessoal
Entre 2000 e 2003, Ana Paula Bouzas namorou o ator Vladimir Brichta.

## Carreira

### Televisão
| Ano     | Título                             | Personagem                                            | Notas                                       |
| ------- | ---------------------------------- | ----------------------------------------------------- | ------------------------------------------- |
| 2025    | Maria e o Cangaço                  | Dona Déa                                              |                                             |
| 2018    | Malhação: Vidas Brasileiras        | Violeta Melo                                          |                                             |
| 2017    | Sob Pressão                        | Lídia Gonçalves                                       | Episódio: "29 de agosto"                    |
| 2015    | Malhação Sonhos                    | Quitéria Cobreloa                                     |                                             |
| 2014    | Dupla Identidade                   | Garota de programa                                    |                                             |
| 2014    | Milagres de Jesus                  | Rosa                                                  | Episódio: "O Inválido do Tanque de Betesda" |
| 2013    | Saramandaia                        | Joana                                                 |                                             |
| 2013    | As Canalhas                        | Eliana                                                | Episódio: "Larissa"                         |
| 2012    | Cheias de Charme                   | Rejane Lorelei (ex-vocalista da banda Leite de Cobra) |                                             |
| 2010    | Escrito nas Estrelas               | Fabiana                                               |                                             |
| 2009    | Dó-Ré-Mi-Fábrica                   | Elizeth                                               | Especial de Fim de Ano                      |
| 2009    | Caminho das Índias                 | Puja (jovem)                                          |                                             |
| 2008    | Ciranda de Pedra                   | Deusdete                                              |                                             |
| 2008    | Sete Pecados                       | Presidiária                                           |                                             |
| 2007    | O Profeta                          | Selma                                                 |                                             |
| 2007    | Amazônia, de Galvez a Chico Mendes | Cida                                                  |                                             |
| 2006    | Cobras & Lagartos                  | Lindalva                                              |                                             |
| 2006    | Tecendo o Saber                    | Socorro da Silva                                      |                                             |
| 2004-05 | A Diarista                         | Gracenilde                                            | 5 episódios                                 |
| 2003    | Cena Aberta                        | Macabéa                                               | Episódio: "A Hora da Estrela"               |
| 1992    | Perigosas Peruas                   | Pimenta                                               |                                             |
| 1991    | O Sorriso do Lagarto               | Branca                                                |                                             |

### No cinema
| Ano  | Título                          | Personagem       | Notas                         |
| ---- | ------------------------------- | ---------------- | ----------------------------- |
| 2021 | Pixinguinha, Um Homem Carinhoso | Januária         |                               |
| 2021 | Marighella                      | Maria            | Exibido no Festival de Berlim |
| 2021 | Urubus                          | Mãe do Trinchas  |                               |
| 2017 | Dona Flor e Seus Dois Maridos   | Dona Norma       |                               |
| 2011 | Cilada.com                      | Samara           |                               |
| 1998 | Oropa, França e Bahia           | Maria de Alencar |                               |
| 1992 | Kickboxer 3: The Art of War     | Vítima de Lane   |                               |

### No teatro
- 2008 - Dona Flor e Seus Dois Maridos.... Norminha
- 1996 - Cuida Bem de Mim.... Rita

## Prêmios e indicações
- 2009 - Prêmio APTR (Associação dos Produtores de Teatro do Rio de Janeiro) - Melhor atriz coadjuvante pelo espetáculo Dona Flor e Seus Dois Maridos.